# Центр гуманитарного права
Центр гуманитарного права (англ. Humanitarian Law Center; сербская латиница Fond za humanitarno pravo; алб. Fondi për të Drejtën Humanitare) — неправительственная организация с офисами в Белграде и Приштине, проводящая исследования на всей территории бывшей Социалистической Федеративной Республики Югославия. Центр был основан в 1992 г. Наташей Кандич. 
Центр перевёл в 2007 г. на региональные языки стран бывшей Югославии все материалы Международного трибунала по бывшей Югославии (МТБЮ) над Слободаном Милошевичем и передал их местным властям.
Центр проводит кампании с требованиями к правительствам о привлечении к суду высокопоставленных преступников.
Центр подготовил публикацию «Книга памяти Косово» и разместил её в интернете в 2015 г. для свободного доступа. В книге задокументированы все погибшие и пропавшие без вести с января 1998 по декабрь 2000 в результате военных действий.
Центр выдвигался вместе с Наташей Кандич на Нобелевскую премию в 2018 г.

## Правозащитная деятельность

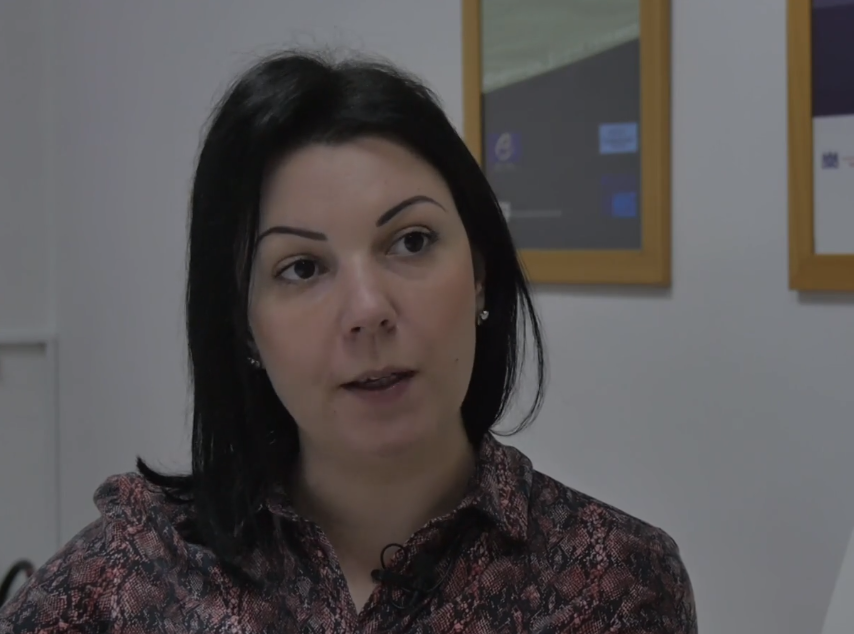
Ивана Жанич начала работать в Центре как стажёр с 2010, затем участвовала в работе по созданию Книги памяти Косово, возглавила Центр в апреле 2019

Центр гуманитарного права был основан в 1992 г. правозащитницей из Сербии Наташей Кандич. Важной частью работы Центра является осуществление программы «Правосудия переходного периода» — программы действий по предотвращению массовых нарушений прав человека в условиях переходного периода, применяемой в современных пост-конфликтных государствах. Осуществление Правосудия переходного периода в пост-конфликтных обществах проводится при наблюдении и поддержке Европейского суда по правам человека и Комитета по правам человека ООН.
Центр ставил перед собой задачу, чтобы помочь государствам-правопреемникам бывшей Югославии установить верховенство закона и расследовать нарушения прав человека, совершенных во время вооруженных конфликтов в Хорватии, Боснии и Герцеговине, Косово. Другие задачи Центра — предотвратить повторение военных преступлений, добиться привлечения к ответственности виновных в военных преступлениях, содействовать делу правосудия.
В постконфликтный период Центр продолжил работу по защите прав жертв военных преступлений и социальной несправедливости, добиваясь материального и морального возмещения ущерба пострадавшим.
Центр работает поверх государственных границ, чтобы помочь постконфликтному обществу в регионах восстановить верховенство закона и исправить ситуацию с нарушениями прав человека. Ею была создана «Инициативная региональная комиссия „РЕКОМ“ по установлению фактов военных преступлений и нарушений прав человека, совершенных в бывшей Югославии с 1 января 1991 по 31 декабря 2001» (англ. Regional Commission, RECOM), которая является важной частью региональной деятельности Центра.
Центр также реализует ориентированную на жертв программу правосудия переходного периода, состоящую из трех основных компонентов: документирование военных преступлений и нарушений прав человека, торжество правосудия и судебная реформа, предоставление информации общественному вниманию.
Центр проводит общественные кампании, добиваясь от государственных учреждений, чтобы они выполняли свои обязательства по расследованию, судебному преследованию и наказанию виновных в военных преступлениях и нарушениях прав человека, также по предоставлению жертвам, их семьям и обществу достоверной информации о событиях, которые привели к преступлениям, обеспечению компенсации жертвам.
В 2016 году, Центр выразил негодование по поводу оправдания Международным трибуналом по бывшей Югославии (МТБЮ) главы Сербской радикальной партии Воислава Шешеля.

## Учреждение «РЕКОМ»

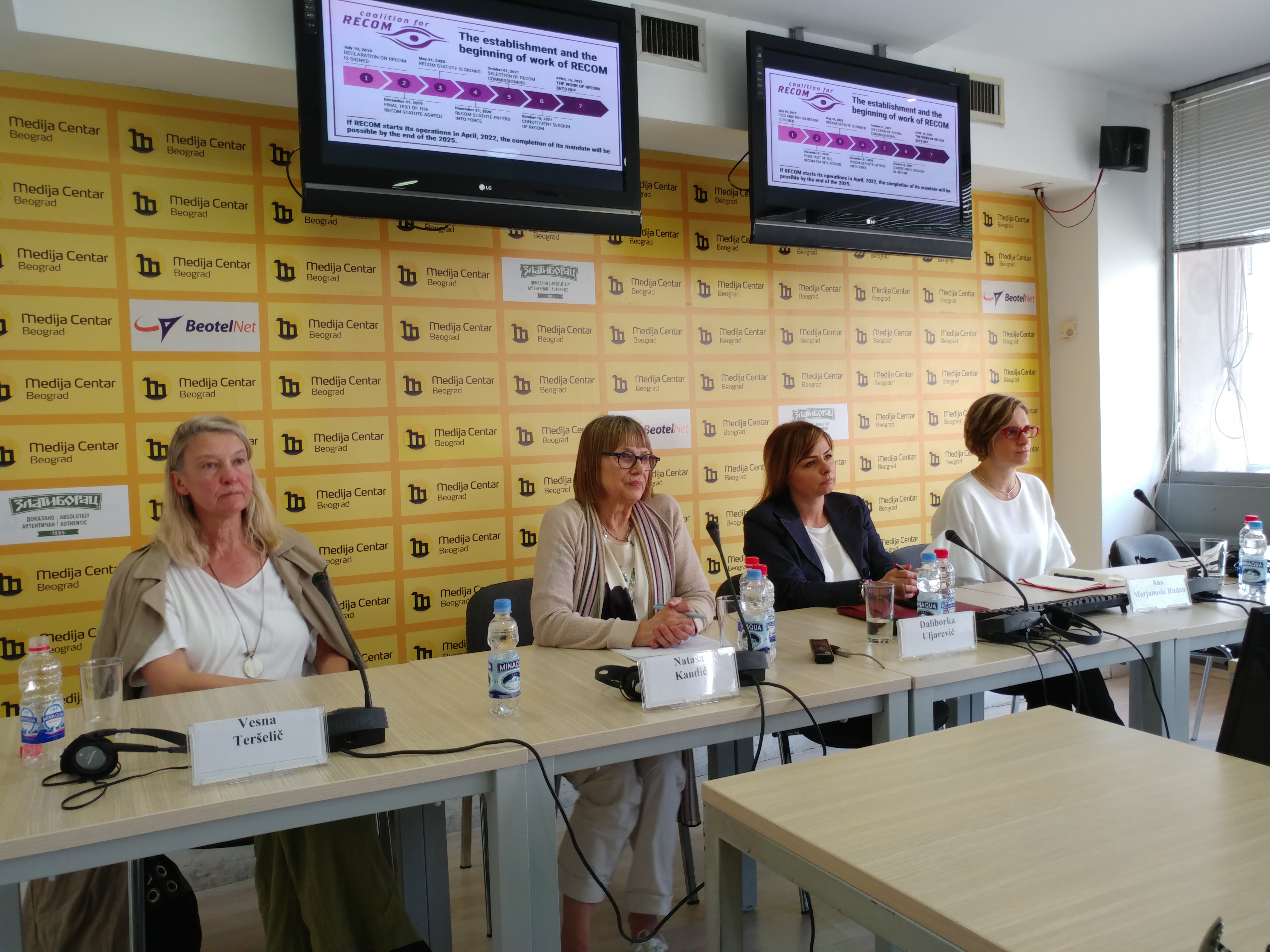
Участники конференции «Дорожная карта „РЕКОМ“ и развитие региональной сети по примирению» обсуждают вопрос о необходимости призвать лидеров бывшей Югославии подписать решение о создании сети «РЕКОМ» на предстоящем в июле 2018 г. лондонском саммите в рамках Берлинского процесса. Участники конференции (слева направо): правозащитница из Хорватии, Весна Тершелич, правозащитница из Сербии, основатель инициативы «РЕКОМ», Наташа Кандич, правозащитница из Черногории, Далиборка Ульяревич, юрист из Сербии, Ана Марьянович Рудан. Белград. 23 мая 2018

На Первом региональном форуме по правосудию переходного периода в Сараево в мае 2006 года, Центр гуманитарного права и другие правозащитные неправительственные организации выступили с совместной инициативой по созданию региональной комиссии, «РЕКОМ», для определения и раскрытия фактов о военных преступлениях, совершенных в бывшей Югославии.
РЕКОМ или Сеть примирения РЕКОМ — это сокращение для «Региональная комиссия по установлению фактов о военных преступлениях и других серьезных нарушениях прав человека, совершенных в бывшей Югославии с 1 января 1991 г. по 31 декабря 2001 г.»
Кроме Сети по примирению РЕКОМ, были учреждены также Инициатива РЕКОМ, чтобы развивать региональное присутствие, и Процесс РЕКОМ, чтобы разработать методологию по исследованиям и документированию преступлений. На Четвёртом региональном форуме в октябре 2008 года в Приштине, где присутствовали потерпевшие из Боснии и Герцеговины, Хорватии, Косово, Черногории и Сербии, была сформирована региональная Коалиция РЕКОМ.
В период с августа по сентябрь 2010 года, представители «РЕКОМ» провели встречи с президентом Хорватии Иво Йосиповичем и президентом Сербии Борисом Тадичем, которые выразили свою поддержку и энтузиазм по поводу этой инициативы.

## Переводческая работа
Центр опубликовал полную стенограмму судебного процесса над Слободаном Милошевичем в МТБЮ на боснийском, хорватском, и сербском, и предоставил копии прокуратуре, судам, судьям и адвокатам на Западных Балканах, чтобы облегчить судебные процессы по делам о военных преступлениях в регионах.

## Список жертв военного конфликта среди граждан Сербии и Черногории в период с 1991 по 1995
В апреле 2011 года Центр провёл презентацию списка граждан Сербии и Черногории, которые были убиты или пропали без вести во время вооружённых конфликтов в Словении (1991), Хорватии (1991–1995) и Боснии и Герцеговине (1992–1995) в период с 1991 по 1995 на территории СФРЮ. Директор Центра Наташа Кандич сказала об этой работе: «Это — новая попытка в рамках нашей инициативы по обнародованию имён всех лиц, которые были убиты и пропали без вести во время недавних конфликтов, и это положит конец практике использования цифр без знания имен тех, кто погиб».

## Книга памяти Косово
Центр долгое время проводил работу по документированию жертв войны в Косово. Центр опроверг в 2008 г. сообщения, опубликованные в балканских средствах массовой информации (СМИ) о том, что Центр зарегистрировал 12 000 жертв среди сербов, заявив, что на то время было зарегистрировано 2488 сербских жертв, 9260 албанских, 470 других национальных меньшинств, и что исследование не закончено, предстоит большая работа по документированию. Данный предварительный список жертв включал только тех, кто проживал в Косово с января 1998 по декабрь 2000.
В 2011 году, Центр опубликовал первый том «Книги памяти Косово». Книга представляет собой список убитых, умерших, пропавших без вести в результате военных действий. Цель данной работы — предотвратить политические игры числами жертв. Предполагалось, что будет опубликовано всего три тома.
Команды экспертов Центра проводили исследования в Косово и Сербии, опрашивали свидетелей, членов семей и других лиц, знающих об обстоятельствах исчезновения или убийства жертв, а также собирали документы и фотографии жертв, могил, памятников. Результаты исследования анализировались и использовались для добавления или обновления записей в базе данных о военных преступлениях.
Центр опубликовал «Книгу памяти Косово» для свободного доступа в интернете в декабре 2014, где содержится список всех погибших, пропавших без вести с января 1998 по декабрь 2000 в результате военных действий времён Косовской войны, в котором всего было задокументировано 13 517 жертв. Список включает в себя гражданские жертвы всех национальностей, также жертвы среди военных.

## Номинация на Нобелевскую премию
Американские конгрессмены Роджер Уикер и Элиот Энгель номинировали  в 2018 г. Наташу Кандич и Центр на Нобелевскую премию мира. На следующей день националисты раскрасили здания в Белграде, в которых располагались различные неправительственные организации, надписями с обвинением номинантов в предательстве. Многие сербские СМИ, контролируемые правительством,  также опубликовали подобные обвинения в адрес Кандич. Сама Кандич выразила удивление по случаю номинации, сказав, что правозащитная работа в странах бывшей Югославии движется очень тяжело, поэтому они чувствуют себя угнетёнными и растерянными от этой номинации.